# Valkeřice
Valkeřice är en ort i Tjeckien.   Den ligger i regionen Ústí nad Labem, i den norra delen av landet, 70 km norr om huvudstaden Prag. Valkeřice ligger 411 meter över havet och antalet invånare är 406.
Terrängen runt Valkeřice är lite kuperad.Runt Valkeřice är det ganska glesbefolkat, med 43 invånare per kvadratkilometer. Närmaste större samhälle är Děčín, 11,7 km nordväst om Valkeřice. Omgivningarna runt Valkeřice är en mosaik av jordbruksmark och naturlig växtlighet.